# Oscar dos Santos Emboaba Júnior
Oscar dos Santos Emboaba Júnior (Americana, 1991. szeptember 9. –) brazil labdarúgó, ismertebb nevén Oscar. A São Paulo játékosa, valamint 2011 és 2015 között a brazil labdarúgó-válogatott tagja. Részt vett a 2012. évi nyári olimpián. Katolikus vallású.

## Pályafutása

### Klubcsapatokban

#### Fiatal évei
Oscar fiatalon került a União Barbarense ifjúsági akadémiájára. 2004-ben csatlakozott a São Paulo FC akadémiájához, 13 éves korában. 2008-ban debütált a felnőttek között. 2009-ben 17 évesen már 11 alkalommal pályára lépett a szezon során az első csapatban.

#### Internacional
A São Paulónál bérfizetési viták után, igazolt az Internacionalba. Átigazolása után továbbra is a két klub között ment a vita. Első szezonjában csak árnyéka volt önmagának. A következő szezonban 44 mérkőzésen szerzett 13 gólt, valamint kiosztott 10 gólpasszt is. Ezek után nem volt meglepő, hogy több európai klub is felfigyelt rá.

#### Chelsea

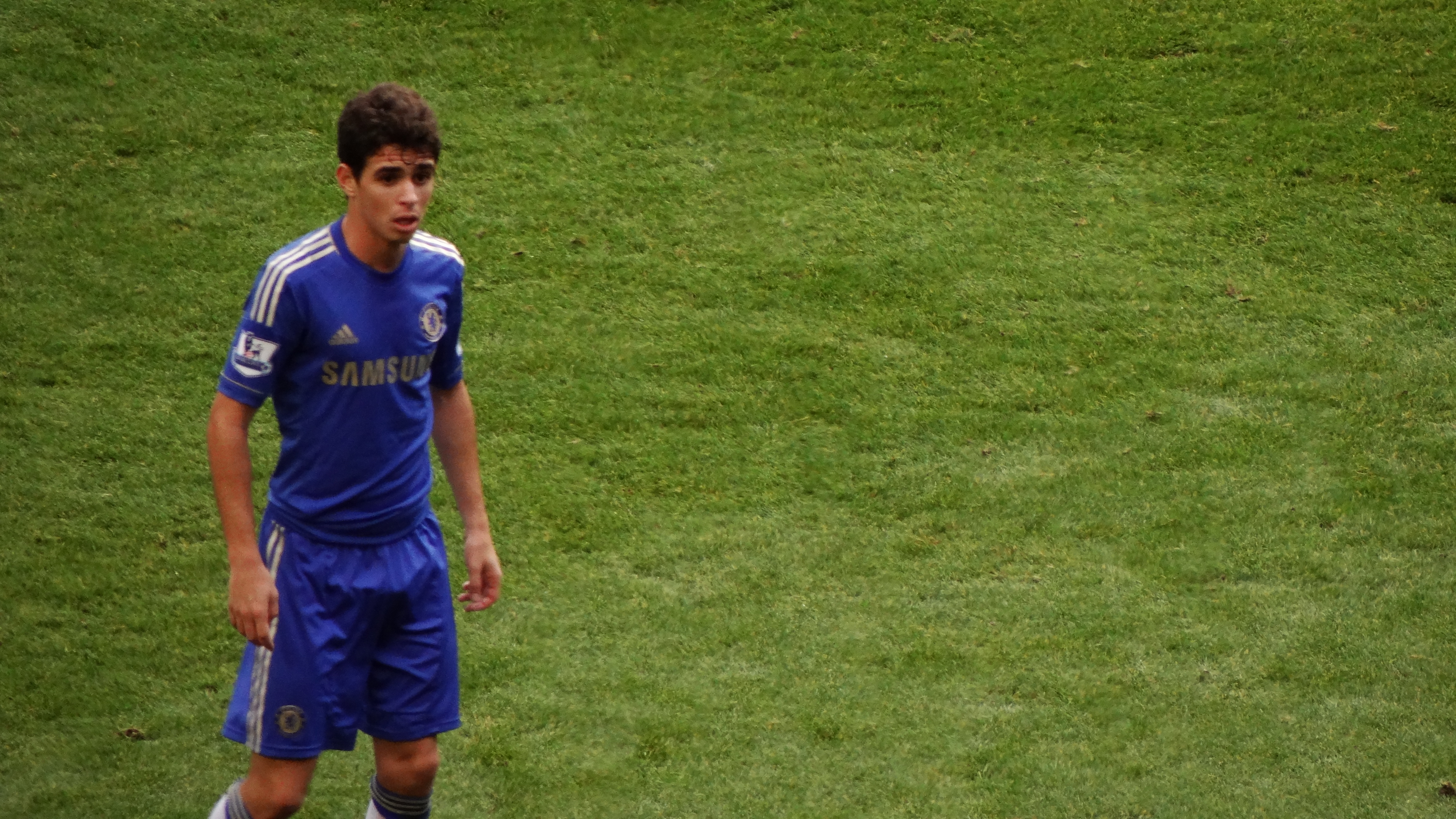
2012-ben a Chelsea színeiben

2012-ben igazolt Európába az angol Chelsea együttesébe, miután kikosarazta az olasz AC Milant és a spanyol Barcelonát. 2012. július 16-án 20-25 millió fontért igazolt az angol egyesülethez. Július 21-én Oscar bejelentette, hogy a 2012-es olimpia után átesik az orvosi vizsgálatokon, addig nem foglalkozik az üggyel. Július 25-én az olimpia előtt bejelentették hivatalosan is az átigazolást. A távozó Didier Drogba 11-es mezszámát örökölte meg.
A 2012–13-as szezonban a Wigan Athletic ellen debütált, a 64. percben váltotta Eden Hazard-ot. Augusztus 22-én a Reading ellen lépett pályára ismét csereként az 57. percben Ramires helyére beállva, és erősen kivette részét a 4–2-es győzelemből. Következő mérkőzése az Európai Szuperkupában a spanyol Atlético de Madrid ellen volt Monacóban, ahol ismét Ramires cseréje volt. A mérkőzést 4–1-re veszítették el. Első alkalommal a Bajnokok Ligájában a Juventus FC ellen lépett kezdőként pályára, ahol egy percen belül két gólt is lőtt Gianluigi Buffonnak. A Sahtar Doneck ellen 2–1-re elvesztett mérkőzésen csapata egyetlen gólját szerezte, miután Branislav Ivanović centerezése után passzolt az üres kapuba a mérkőzés 88. percében. A Manchester United ellen a  bal oldalról beadott labdáját Ramires fejelte De Gea kapujába. A Sahtar Doneck ellen 40 méterről csavart a kapuba. Az FC Nordsjælland ellen Mata passzából középről lőtte ki a bal alsót, kialakítva a 6–1-es végeredményt. Az Aston Villa ellen 8–0-ra megnyert mérkőzésen a hatodik gólt szerezte meg tizenegyesből. A Norwich City ellen gólpasszt adott a mérkőzés egyetlenegy találatát szerző Juan Matának.
2013. január 27-én a Brentford FC ellen az FA-kupában 2–2-es döntetlent játszottak, ahol az első gólt szerezte külsővel.

#### Shanghai SIPG
2016. december 23-án a Chelsea hivatalos honlapján jelentette be, hogy Oscar a kínai bajnokságban szereplő Shanghai SIPG csapatához szerződik, mintegy 60 millió fontért.

#### Ismét São Paulo
2024. december 25-én São Paulo hivatalos honlapján jelentette be szerződtetését. 2025. január 3-án csatlakozik a csapathoz.

### A válogatottban

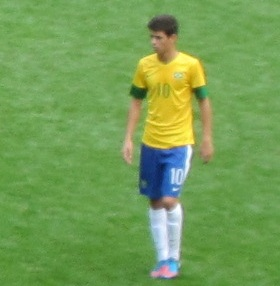
Oscar a brazil U23-as válogatottban a 2012-es Olimpián

#### U20-as
2011. augusztus 20-án mesterhármast lőtt a portugál U20-as válogatottnak a döntőben, ezzel ő lett az első játékos aki három gólt ért el a U20-as labdarúgó-világbajnokság történetében. Hasonlóra 1966-ban Geoff Hurst volt képes.

#### 2012-es olimpia
Oscar tagja volt az erős olimpiai brazil labdarúgó-válogatottnak. Az egyiptomi labdarúgó-válogatott ellen 3–2-re megnyert mérkőzésen gólpasszt adott Leandro Damiãónak és Rafaelnek. A fehérorosz válogatott ellen 3–1-re megnyert mérkőzésen a harmadik gólt szerezte, ami már biztos továbbjutást jelentett a negyeddöntőbe.

#### Felnőtt
A felnőtteknél az argentin labdarúgó-válogatott ellen csereként debütált a 0–0-s döntetlennel végződő mérkőzésen. Ganso sérülése miatt, egyre több lehetőséget kapott, amivel élt is. 2012 júniusában az argentin labdarúgó-válogatott ellen 3–4-re elvesztett mérkőzésen szerezte első felnőtt válogatottban. Második gólját a kínai válogatott ellen 8–0-ra megnyert mérkőzésen szerezte. 1 hónappal később az iraki válogatott ellen 3 gólpasszt adott, valamint két gólt is szerzett. Az olasz válogatott elleni barátságos mérkőzésen Neymar passzából szerzett gólt.

## Statisztika

### Klubcsapatokban
2024. december 3-i állapot szerint.
| Klub             | Szezon           | Bajnokság        | Bajnokság | Bajnokság | Állami bajnokság | Állami bajnokság | Kupa  | Kupa  | Ligakupa | Ligakupa | Nemzetközi | Nemzetközi | Egyéb | Egyéb | Összes | Összes |
| Klub             | Szezon           | Liga             | Mérk.     | Gólok     | Mérk.            | Gólok            | Mérk. | Gólok | Mérk.    | Gólok    | Mérk.      | Gólok      | Mérk. | Gólok | Mérk.  | Gólok  |
| ---------------- | ---------------- | ---------------- | --------- | --------- | ---------------- | ---------------- | ----- | ----- | -------- | -------- | ---------- | ---------- | ----- | ----- | ------ | ------ |
| São Paulo        | 2008             | Série A          | 0         | 0         | 0                | 0                | 0     | 0     | —        | —        | 1          | 0          | —     | —     | 1      | 0      |
| São Paulo        | 2009             | Série A          | 11        | 0         | 1                | 0                | 0     | 0     | —        | —        | 1          | 0          | —     | —     | 13     | 0      |
| São Paulo        | Összesen         | Összesen         | 11        | 0         | 1                | 0                | 0     | 0     | —        | —        | 2          | 0          | —     | —     | 14     | 0      |
| Internacional    | 2010             | Série A          | 5         | 0         | 0                | 0                | 0     | 0     | —        | —        | 0          | 0          | 1     | 0     | 6      | 0      |
| Internacional    | 2011             | Série A          | 26        | 10        | 12               | 0                | 0     | 0     | —        | —        | 6          | 3          | —     | —     | 44     | 13     |
| Internacional    | 2012             | Série A          | 5         | 1         | 9                | 4                | 0     | 0     | —        | —        | 6          | 1          | —     | —     | 20     | 6      |
| Internacional    | Összesen         | Összesen         | 36        | 11        | 21               | 4                | 0     | 0     | —        | —        | 12         | 4          | 1     | 0     | 70     | 19     |
| Chelsea          | 2012–13          | Premier League   | 34        | 4         | —                | —                | 7     | 2     | 5        | 0        | 15         | 6          | 3     | 0     | 64     | 12     |
| Chelsea          | 2013–14          | Premier League   | 33        | 8         | —                | —                | 3     | 2     | 0        | 0        | 10         | 1          | 1     | 0     | 47     | 11     |
| Chelsea          | 2014–15          | Premier League   | 28        | 6         | —                | —                | 2     | 0     | 4        | 1        | 7          | 0          | —     | —     | 41     | 7      |
| Chelsea          | 2015–16          | Premier League   | 27        | 3         | —                | —                | 4     | 3     | 1        | 0        | 7          | 2          | 1     | 0     | 40     | 8      |
| Chelsea          | 2016–17          | Premier League   | 9         | 0         | —                | —                | 0     | 0     | 2        | 0        | —          | —          | —     | —     | 11     | 0      |
| Chelsea          | Összesen         | Összesen         | 131       | 21        | —                | —                | 16    | 7     | 12       | 1        | 39         | 9          | 5     | 0     | 203    | 38     |
| Shanghai Port    | 2017             | Kínai Szuperliga | 22        | 3         | —                | —                | 6     | 3     | —        | —        | 12         | 3          | —     | —     | 40     | 9      |
| Shanghai Port    | 2018             | Kínai Szuperliga | 29        | 12        | —                | —                | 3     | 0     | —        | —        | 8          | 4          | —     | —     | 40     | 16     |
| Shanghai Port    | 2019             | Kínai Szuperliga | 28        | 9         | —                | —                | 3     | 2     | —        | —        | 10         | 3          | 1     | 0     | 42     | 14     |
| Shanghai Port    | 2020             | Kínai Szuperliga | 16        | 5         | —                | —                | 1     | 1     | —        | —        | 6          | 0          | —     | —     | 23     | 6      |
| Shanghai Port    | 2021             | Kínai Szuperliga | 22        | 5         | —                | —                | 3     | 0     | —        | —        | 0          | 0          | —     | —     | 25     | 5      |
| Shanghai Port    | 2022             | Kínai Szuperliga | 3         | 1         | —                | —                | 2     | 1     | —        | —        | —          | —          | —     | —     | 5      | 2      |
| Shanghai Port    | 2023             | Kínai Szuperliga | 30        | 9         | —                | —                | 2     | 0     | —        | —        | 1          | 0          | —     | —     | 33     | 9      |
| Shanghai Port    | 2024             | Kínai Szuperliga | 29        | 14        | —                | —                | 4     | 1     | —        | —        | 6          | 1          | 1     | 0     | 40     | 16     |
| Shanghai Port    | Összesen         | Összesen         | 179       | 58        | —                | —                | 24    | 8     | —        | —        | 43         | 11         | 2     | 0     | 248    | 77     |
| Karrier összesen | Karrier összesen | Karrier összesen | 357       | 90        | 21               | 4                | 40    | 15    | 12       | 1        | 96         | 24         | 9     | 0     | 535    | 134    |

Jegyzetek
1. ↑  Magában foglalja a Campeonato Paulistaban és a Campeonato Gaúchoban való pályára lépéseit.
2. ↑  Magában foglalja az Angol Kupában és a Kínai Kupában való pályára lépéseit.
3. ↑  Magában foglalja az Angol Ligakupában való pályára lépéseit.
4. ↑  Mérkőzése(i) a Copa Sudamericanaban
5. 1 2 3  Mérkőzése(i) a Copa Libertadoresben
6. ↑  Mérkőzése(i) a FIFA-klubvilágbajnokságon
7. ↑  Mérkőzése(i) a Bajnokok Ligájában: (hat mérkőzés; öt gól) és az Európa Ligában (kilenc mérkőzés; egy gól)
8. ↑  Mérkőzése(i) az UEFA-szuperkupában: (egy mérkőzés) és a FIFA-klubvilágbajnokságon (két mérkőzés)
9. 1 2 3  Mérkőzése(i) a Bajnokok Ligájában
10. ↑  Mérkőzése(i) az UEFA-szuperkupában
11. ↑  Mérkőzése(i) az Angol Szuperkupában
12. 1 2 3 4 5 6  Mérkőzése(i) a AFC-bajnokok ligájában
13. 1 2  Mérkőzése(i) a Kínai Szuperkupában

### A válogatottban
2024. december 3-i állapot szerint.
| Brazília | Brazília | Brazília |
| Év       | Mérk.    | Gólok    |
| -------- | -------- | -------- |
| 2011     | 2        | 0        |
| 2012     | 10       | 4        |
| 2013     | 16       | 4        |
| 2014     | 16       | 3        |
| 2015     | 4        | 1        |
| Összesen | 48       | 12       |

### Válogatott gólok

#### Brazília
| #   | Időpont              | Helyszín                                      | Ellenfél                | Gólok | Eredmény | Kiírás                           |
| --- | -------------------- | --------------------------------------------- | ----------------------- | ----- | -------- | -------------------------------- |
| 1   | 2012. június 9.      | MetLife Stadium, USA                          | Argentína               | 2–2   | 3–4      | Barátságos mérkőzés              |
| 2   | 2012. szeptember 10. | Estádio do Arruda, Brazília                   | Kína                    | 8–0   | 8–0      | Barátságos mérkőzés              |
| 3   | 2012. október 11.    | Swedbank Stadion, Svédország                  | Irak                    | 1–0   | 6–0      | Barátságos mérkőzés              |
| 4   | 2012. október 11.    | Swedbank Stadion, Svédország                  | Irak                    | 2–0   | 6–0      | Barátságos mérkőzés              |
| 5.  | 2013. március 21.    | Stade de Genève, Genf, Svájc                  | Olaszország             | 2–0   | 2–2      | Barátságos mérkőzés              |
| 6.  | 2013. június 9.      | Arena do Grêmio, Porto Alegre, Brazília       | Franciaország           | 1–0   | 3–0      | Barátságos mérkőzés              |
| 7.  | 2013. október 12.    | Szöuli Világbajnoki Stadion, Szöul, Dél-Korea | Dél-Korea               | 2–0   | 2–0      | Barátságos mérkőzés              |
| 8.  | 2013. október 15.    | Pekingi Nemzeti Stadion, Peking, Kína         | Zambia                  | 1–0   | 2–0      | Barátságos mérkőzés              |
| 9.  | 2014. március 5.     | Soccer City, Johannesburg, Dél-Afrika         | Dél-afrikai Köztársaság | 1–0   | 5–0      | Barátságos mérkőzés              |
| 10. | 2014. június 12.     | Arena Corinthians, São Paulo, Brazília        | Horvátország            | 3–1   | 3–1      | 2014-es labdarúgó-világbajnokság |
| 11. | 2014. július 9.      | Estádio Mineirão, Belo Horizonte, Brazília    | Németország             | 1–7   | 1–7      | 2014-es labdarúgó-világbajnokság |
| 12. | 2015. március 26.    | Stade de France, Saint-Denis, Franciaország   | Franciaország           | 1–1   | 3–1      | Barátságos mérkőzés              |

#### Brazil U23-as
| 1                             | 2012. július 29. | Old Trafford, Manchester, Anglia | Fehéroroszország | 3–1 | 3–1 | 2012. évi nyári olimpiai játékok |
| 2012. szeptember 20. szerint. |                  |                                  |                  |     |     |                                  |

## Sikerei, díjai

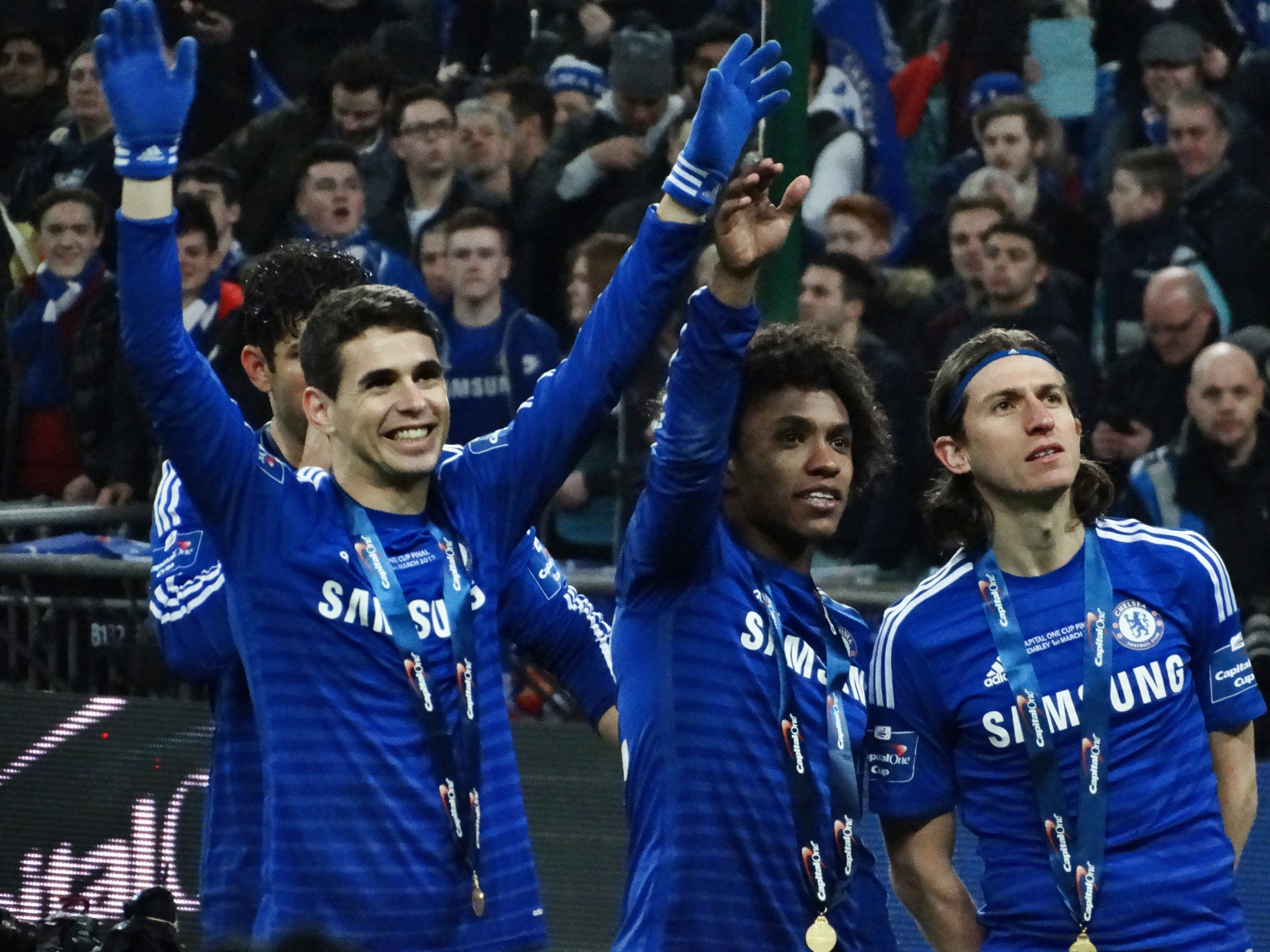
Oscar (baloldalon) és korábbi csapattársai, Diego Costa, Willian és Filipe Luís ünneplik a 2015-ös Ligakupa döntőjének megnyerését a Chelsea csapatával.

### Klubcsapatokban
Internacional
- Campeonato Gaucho: 2011,[40] 2012[41]
- Recopa Sudamericana: 2011[42]

 Chelsea
- Európa-liga-győztes: 2012–13[43]
- Angol bajnok: 2014–15, 2016–17
- Angol ligakupa-győztes: 2014–15[44]

 Shanghai Port
- Kínai bajnok: 2018,[45] 2023, 2024
- Kínai kupagyőztes: 2024[46]
- Kínai szuperkupa-győztes: 2019[47]

### A válogatottban
Brazília U20
- Dél-amerikai ifjúsági labdarúgó-bajnokság-győztes: 2011[48]
- U20-as labdarúgó-világbajnokság-győztes: 2011[49]

 Brazília U23
- Olimpiai ezüstérmes: 2012[50]

 Brazília
- Superclásico de las Américas: 2011
- Konföderációs kupa: 2013[51]

### Egyéni
- FIFA Világbajnokság All-Star csapat tagja: 2014[52]
- Chelsea év gólja: 2012–13-as szezon a Juventus ellen,[53] 2014–15-ös szezon a Queens Park Rangers ellen[54]
- Kínai Szuperliga Az év csapata: 2018[55]
- AFC-bajnokok ligája OPTA legjobb kezdőcsapat: 2019[56]

## További információ(k)

#### Közösségi platformok
- Oscar dos Santos Emboaba Júnior a Facebookon
- Oscar dos Santos Emboaba Júnior az Instagramon

#### Egyéb weboldalak
- Profilja a Chelseafc.com
- Statisztikája a footballzz.co.uk-n
- Statisztikája a soccersclub.com-on
- Adatlapja
- Oscar pályafutásának statisztikái a Soccerbase oldalon (angolul)

- Oscar dos Santos Emboaba Júnior – a FIFA adatbázisában
- Oscar dos Santos Emboaba Júnior adatlapja a Transfermarkt oldalán (angolul)
- Oscar dos Santos Emboaba Júnior adatlapja a Soccerway oldalon (angolul)
- Oscar dos Santos Emboaba Júnior adatlapja a National Football Teams oldalán (angolul)
- Oscar dos Santos Emboaba Júnior adatlapja a Premier League oldalán (angolul)